# Ingrija
Zgodovinska Ingrija (estonsko Ingeri, Ingerimaa, finsko Inkeri ali Inkerinmaa, švedsko Ingermanland, rusko Ингрия, Ingriya ali Ижора, Ižora) je pokrajina ob južni obali Finskega zaliva. Na vzhodu meji na Ladoško jezero in na severu na Karelijsko ožino. Na zahodu na reki Narvi meji na Estonijo.
Domorodni prebivalci zgodovinske Ingrije so bili Ižorci in Votijci, ki so se s širjenjem Novgorodske republike na severu in Kijevske Rusije na jugu spreobrnili v grško pravoslavno vero. Po sklenitvi Stolbovskega miru leta 1617, s katerim se je končala švedsko-ruska ingrijska vojna, je Ingrija postala švedska provinca. Večinsko prebivalstvo so postali Ingrijski Finci, luteranski begunci z ozemlja sedanje Finske. Po ruski osvojitvi Ingrije leta 1710 je  postala  Sanktpetersburška gubernija. Švedska je Ingrijo uradno prepustila Rusiji z Ništadskim mirovnim sporazumom, sklenjenim leta 1721. Sovjetska oblast je leta 1927 Ingrijo reorganiirala v Leningrajsko oblast. V poznih 1920. letih so se začele deportacije Fincev. Rusifikacija Ingrije je bila do leta 1940 skoraj popolna. Ingrija je zdaj rusko okno na Baltik s središčem v Sankt Peterburgu.
Ingrija ni bila nikoli samostojna država. Njene prebivalce so imeli za Ingrijce, ne glede na njihovo narodno pripadnost, zato je zanje težko reči, da so bili narod, čeprav je Sovjetska zveza priznala njihovo 'nacionalnost'. Prvotni prebivalci Ižori in njihov jezik so tik pred izumrtjem. Mnogo ljudi kljub temu še vedno priznava svoje ingrijsko poreklo.

## Zgodovina
V vikinškem obdobju (pozna železna doba) je  bilo Ladoško jezero od 750. let most na varjaški trgovski poti v Vzhodno Evropo. Varjaška aristokracija je nazadnje celo zavladala tako v Novgorodu kot v Kijevski Rusiji. V 860. letih so se finska in slovanska plemena uprla knezu Vadimu Drznemu, kasneje pa so zaprosila Rurikove Varjage, naj se vrnejo in odpravijo stalne notranje konflikte. 
Švedi so staro Novgorodsko deželo imenovali Ingermanland. Ljudska etimologija sledi njeno ime do Ingegerd Olofsdotter, hčerke švedskega kralja Olofa Skötkonunga (995–1022). Po njeni poroki z Jaroslavom I. Modrim, velikim knezom Novgoroda in Kijeva, je kneginja za poročno darilo dobila ozemlje okoli Ladoškega jezera. Upravljali so ga jarli (grofi) pod suverenostjo Novgorodske republike. 
V 12. stoletju je zahodno Ingrijo absorbirala Nogorodska republika. Sledilo je več stoletij pogostih  vojn, predvsem med Novgorodom in Švedi, občasno tudi s Tevtonskimi vitezi. Slednji so ustanovili trdnjavo v Narvi, ki ji je leta 1492 sledil ruski grad Ivangorod na nasprotnem bregu reke Narve.

## Švedska Ingrija
Švedi in Novgorodci so se za ozemlje Ingrije spopadali od velike shizme leta 1054. Prvi resen poskus vzpostavitve trajne švedske oblasti v Ingriji se je zgodil v zgodnjem 14. stoletju, ko so Švedi v Kareliji  ustanovili naselje Viborg, in leta 1299 ali 1300 na sotočju Ohte in Neve trdnjavo Landskrona. Novgorod je že leta 1301 osvojil Landskrono in jo uničil. Ingrija je postala švedski dominion v 1580. letih in bila s Teusinskim mirovnim sporazumom iz leta 1595 vrnjena Rusiji. Rusija jo je po ingrijski vojni (1610-1617) s Stolbovskim sporazumom (1617) vrnila Švedski. Švedski interesi v Ingriji so bili predvsem strateški, ker je bila tamponsko ozemlje proti napadom Rusov na Karelijsko ožino in ozemlje sedanje Finske, ki je bila takrat del Švedskega kraljestva. Razen tega so ruske trgovske poti proti Baltiku potekale preko švedskega ozemlja. Mesta Ivangorod, Jama (zdaj Kingisepp), Caporie (zdaj Koporje) in Nöteborg (zdaj Šlisselburg) so postala središča štirih ingrijskih pokrajin (slottslän). Imela so citadelo, okoli katere je bilo majhno naselje, imenovan  hakelverk. Pred vojnami v 1650. letih so v naseljih živeli večinoma Rusi. Obstajala so tudi obdobja pretiranega naseljevanja Švedov. 
Ingrija je ostala redko naseljena. Leta 1664 se je število  prebivalcev povzpelo na 15.000. Po začetnem obdobju relativne verske strpnosti so se začeli švedski poskusi uvedbe luteranstva, ki so naleteli na odpor večinoma pravoslavnega kmečkega prebivalstva, čeprav so bile spreobrnjencem obljubljene bonitete in davčne olajšave. Slednje so spodbudile prostovoljno priseljevanje Fincev iz Savonije in Finske Karelije, večinoma iz Äyräpää. Luteranski Finci so leta 1656 tvorili 41,1%, leta 1661 53,2%, leta 1666 55,2%, leta 1671 56,9% in leta 1695 73,8% ingrijskega prebivalstva. Drugi del so tvorili Rusi, Ižorci in Votijci. Ingermanland je bil v veliki meri v posesti vojaškega plemstva in državnih uradnikov, ki so pripeljali svoje luteranske služabnike in delavce. Manjše število ruskih pravoslavnih cerkva je bilo kljub temu v rabi do samega konca švedske vladavine. Prisilno spreobračanje pravoslavnih Rusov v luteranstvo je bilo z zakonom prepovedano. 
Glavno trgovsko središče Ingrije je postal Nienšanc, zlasti potem, ko je začel Novgorod propadati. Leta 1642 je postal upravno središče province. V ruskem napadu leta 1656 je bil zelo porušen, zato se je upravno središče preselijo v Narvo.

## Ruska Ingrija
V zgodnjem 18. stoletju je v veliki severni vojni po približno  sto letih švedske zasedbe Ingrijo ponovno okupirala Rusija. Leta 1703 je bila v bližini švedskega mesta Nyen ob izlivu Neve v Finski zaliv ustanovljena nova ruska prestolnica Sankt Peterburg.
Peter Veliki je Ingrijo povzdignil v vojvodino in za prvega (in zadnjega) vojvodo imenoval kneza Menšikova. Leta 1708 je dobila status gubernije (1708-1710 gubernija Ingermanland, 1710-1914 Sankt Peterburg, 1914–1924 Petrograd, 1924–1927 Leningrad).
Leta 1870 je začel v Ingriji izhajati prvi časnik  v finskem jeziku z naslovom Pietarin Sanomat. Pred tem je dobivala časnike večinoma iz Viborga. V Tyröju je bila leta 1850 ustanovljena prva javna knjižnica. Največja knjižnica je bila v Skuorici (Puutosti), ki je v drugi polovici 19. leta posedovala več kot 2.000 zvezkov. Leta 1899 je bil v Skuorici prvi festival pesmi.
Po popisu prebivalstva Ruskega carstva leta 1897 je  v Ingriji živelo 130.413 Fincev. Do leta 1917 se je njihovo število povečalo na 140.000 (45.000 v severni, 52.000 v vzhodni in 30.000 v zahodni Ingriji, ostali v Petrogradu). 
Od leta 1868 so se začeli v Ingrijo priseljevati tudi Estonci. V Sanktpeterburški guberniji je leta 1897 živelo 64.116 Estoncev, od tega 12.238 v Sankt Peterburgu. Do leta 1926 se je njihovo število povečalo na 66.333 (od tega 15.847 v Leningradu). 
Leta 1834 je v Ingriji živelo 17.800 Ižorov (Ingrijcev), leta 1897 21.000 in leta  1926 26.137. Okoli 1000 Ižorcev  je živelo na ozemlju, ki ga je po Tartujskem mirovnem  sporazumu  iz leta 1920 dobila Estonija.

## Estonska Ingrija
Po rusko-estonskem mirovnem sporazumu, sklenjenem leta 1920 v Tartuju, je majhen del zahodne Ingrije pripadel Republiki Estoniji. V nasprotju z drugimi deli Ingrije je na tem območju cvetela finska kultura. Veliko zaslug za to je imel Leander Reijo (tudi Reijonen ali Reiju) iz Kullankylä, ki so ga v finskem tisku imenovali "kralj Ingrije". Odpirale so se finske šole in tiskali finski časopisi. V Kallivieriju je bila zgrajena cerkev. Leta 1928 je imela fara 1.300 vernikov.
Po drugi svetovni vojni je Estonska Ingrija skupaj z Estonijo postala del Ruske sovjetske republike. Po razpadu Sovjetske zveze leta 1991 je to ozemlje postalo sporno, ker Rusija ni priznavala Tartujskega mirovnega sporazuma. Ozemlje je trenutno pod rusko blastjo.

## Sovjetska Ingrija
Po ruski revoluciji leta 1917 je Reublika Severna Ingrija (Pohjois Inkeri) s podporo Finske razglasila neodvisnost od Rusije in se nameravala vključiti v Finsko. Finska je v letih 1919-1920 vladala v delih Ingrije. Po sklenitvi Tartujskega mirovnega sporazuma je bila Ingrija vrnjena Rusiji in dobila nekaj samostojnosti.
V 1920. letih je bilo v Ingriji okoli 300 finskih šol in deset časopisov v finskem jeziku.
V prvem  splošnem sovjetskem popisu prebivalstva leta 1926 se je za Ingrijske Fince izreklo 114.831 leningrajskih Fincev. Popis je pokazal, da so v centralni Ingriji prevladovali Rusi, v predelih okoli finske meje pa Ingrijski Finci.
V zgodnjih 1930. letih se je ižorščina poučevala v šolah na Sojkinskem polotoku in ozemlju okoli ustja reke Luge.
Leta 1928 se je v Ingriji začela kolektivizacija kmetijstva. Da bi jo pospešili, so sovjetske oblasti v letih 1929-1931 preselile 18.000 prebivalcev (4320 družin) iz severne Ingrije v zhodno Karelijo, polotok Kola, Kazahstan in osrednjo Azijo.  
Za Ingrijske Fince se je stanje še poslabšalo konec leta 1934, ko je bila na zahodni meji Sovjetske zveze ustanovljena prepovedana obmejna cona. Vstop vanjo je bil mogoč samo s posebnim dovoljenjem NKVD (sovjetska varnostno obveščevalna služba). Cona je bila sprva uradno globoka samo 7,5 km, ob estonski meji pa celo 90 km. V coni naj ne bi bilo nobenega politično sumljivega Finca. 25. marca 1935 je Genrih Grigorjevič Jagoda odobril obsežne deportacije predvsem estonskih, latvijskih in finskih kulakov iz obmejnih področij okoli Leningrada. Iz Ingrije je bilo v Kazahstan, centralno Azijo in na Ural izseljenih  okoli 7.000 prebivalcev (2.000 družin). V naslednjem valu deportacij je bilo maja in junija 1936   izseljeno celotno prebivalstvo župnij Valkeasaari, Lempaala, Vuole in Miikkulainen ob finski meji. 20.000 prebivalcev omenjenih župnij so naselili v okolici Čerepovca v Sibiriji.  Izseljence so nadomestili z prebivalci iz drugih delov Sovjetske zveze, večinoma z Rusi, nekaj tudi z Ukrajinci in Tatari.
Leta 1937 so zaprli luteranske cerkve in ižorske šole in ukinili publikacije in radijske programe v finskem in ižorskem jeziku.
V sovjetskem obdobju so ingrijski Ižori in Finci povsem izginili. 63.000 jih je med drugo svetovno vojno pobegnilo na Finsko, večino pa so izselili ali kot "sovražnike ljudstva" usmrtili. Po koncu obdobja stalinizma so po letu 1956 nekaterim izseljencem dovolili vrnitev v njihove vasi.
Na popisu prebivalstva leta 1959 se je a  Ižore izreklo 1.062 prebivalcev. Do leta 1979 se je njihovo število zmanjšalo na 748. Ob ustju Luge in na polotoku Sojkinski je živelo samo še 315 Ižorov. Po podatkih iz leta 1989 je v Sovjetski zvezi živelo 829 Ižorov, od tega 449 v Rusiji in 228 v Estoniji.
Po razpustitvi Sovjetske zveze leta 1991 so preostalim Ingrijskim Fincem in njihovim rusificiranim potomcev dovolili izselitev na Finsko, kar je na Finskem privedlo do rojstva znatne rusko govoreče manjšine.